# Усинское месторождение марганца
Усинское — марганцевое месторождение в России. Расположено в Кемеровской области в 60 км к северу от Междуреченска в бассейне реки Уса в средней части горного хребта Кузнецкого Алатау. В 1939 году Константин Радугин открыл месторождение. Освоение пока ещё не началось. Проводятся подготовительные работы.
Запасы марганца составляет 98,5 млн тонн. Состоят из родохрозита и марганокальцита.
Оператором месторождения является российская компания ЧЕК-СУ. Планируется всю добываемую руду отправлять на переработку через горный хребет в посёлок Туим, а отходы от деятельности данного производства сливать в реку Уса, которая впадает в реку Томь.
Стратиформное месторождение нижнекембрийских марганцевых руд приурочено к западному крутопадающему (70—90°) крылу синклинали и сложено пластовыми и линзовидными залежами (длина несколько сотен метров, мощность 20—65 м), простирающимися на 4—6 км в северо-западном направлении. Рудные тела местами прослежены на глубине более 500 метров. На северном и центральном участках распространены преимущественно родохрозитовые и манганокальцитовые руды, перемежающиеся с марганцевистыми известняками (содержание Mn в руде 16,7—19,6 %). Суммарная мощность марганцеворудных пластов превышает 150 м. Карбонатные марганцевые руды с поверхности окислены: зона окисления до 40 м на севере и 50—75 м на юге. Окисленные руды сложены псиломеланом, вернадитом, реже — пиролюзитом (содержание Mn 26,5—27,7 %). Общие запасы марганцевых руд около 100 млн т, из них 6 % окисленные (1956), по данным за 2006 год руды категорий A+B+C − 69 339 тыс. тонн.
В горной энциклопедии говорится, что возможна разработка карьером 2 млн т марганцевой руды в год с попутной добычей 3 млн флюсовых известняков.
Радугин назвал месторождение Усовским в честь М. А. Усова.
Состоит из левобережного и правобережного района, состоящих из окисленных и карбонатных (в т ч родохрозитовых) участков. 3 пачки — Подрудная, Рудная (Правобережная, Левобережная и Ажигольская)
В 2024 году недропользователь Чек-Су обанкротилось 

## Доводы в пользу проекта
Ферромарганец используется как легирующая добавка к производству стали. В настоящее время предприятия чёрной металлургии используют импортное сырье. В начале 2000-х было решено использовать до того засекреченное Усинское месторождение марганца.

## Критика проекта
В связи с негативным действием производства марганца на экологию общественные организации Кемеровской области, Красноярского края и Хакасии начали кампанию против строительства в регионе марганцевого завода. Жители Кемеровской области планируют референдум о разрешении добычи марганца.
Само рудное тело залегает непосредственно в русле реки Уса.
Низкое качество руд потребует сложного обогащения, а для карбонатных разновидностей, составляющих 90 % от всех запасов, необходим высокотемпературный обжиг, при котором неизбежно загрязнение воздуха.
При существующих технологиях добычи невозможно снизить количество фосфора, что отрицательно сказывается на конкурентоспособности стали.
Расположено в сейсмоопасной зоне.